# Martirio di sant'Agata (Giambattista Tiepolo Berlino)
Il Martirio di sant'Agata è un dipinto a olio su tela realizzato da Giambattista Tiepolo nel 1755 per la chiesa di Sant'Agata annessa al convento delle Benedettine di Lendinara, ora conservato nella Gemäldegalerie di Berlino.

## Storia

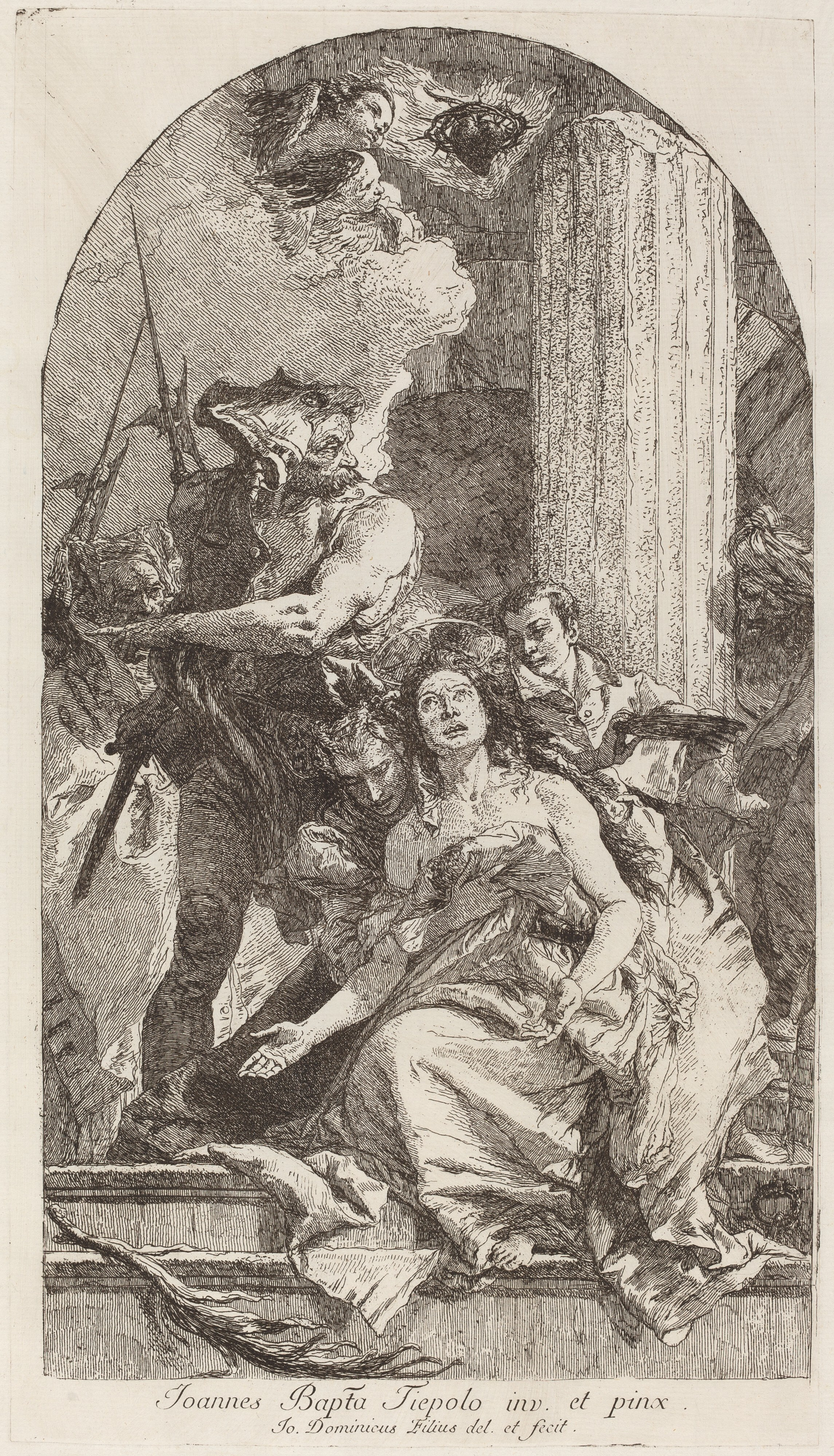
Giandomenico Tiepolo da Giambattista Tiepolo, Martirio di sant'Agata, acquaforte, ante 1757, Washington, National Gallery of Art

La piccola pala fu dipinta dopo il ritorno dei TIepolo da Würzburg nel 1755 circa, quasi vent'anni dopo la pala con o stesso tema per la basilica del Santo a Padova. La data, considerata probabile da buona parte degli studiosi, ha trovato conferma in uno scritto sulla chiesa del 1755 che la racconta come collocata di recente. Sappiamo che doveva sostituire una tela col medesimo soggetto di Palma il Giovane.
In quel torno di tempo Tiepolo fu particolarmente attivo nella terraferma veneta, e probabilmente questo incarico gliene valse altri: la grande pala di santa Tecla per il duomo di Este (1758) e la pala di sant'Anna per le benedettine di Cividale.
Data la posizione periferica di Lendinara, questa pala, a differenza della precedente, non godette di particolari attenzioni dagli storici del tempo.
Nel 1810, nel quadro della soppressione degli ordini religiosi, il convento fu chiuso e spogliato delle sue ricchezze da parte delle autorità francesi. Tra il 1832 e il 1839 la tela fu venduta al collezionista inglese Hugh A. Munro. Il patrimonio di questi andò poi all'asta e nel 1878 la tela passò rapidamente da Christie's di Londra alla galleria del mercante d'arte Charles Sedelmeyer di Parigi e infine al museo attuale.
Fu probabilmente durante questi passaggi che tela venne ridotta tagliandone completamente la centinatura superiore rifilandola in basso. A documentare la struttura ancora integra ci sono pervenute le stampe realizzate da una acquaforte dal figlio Giandomenico.
Nella lunetta oggi mancante l'immagine era un Sacro Cuore, fiammeggiante e coronato di spine con due cherubini ad accompagnarlo. Il cuore sta a simboleggiare le sofferenze subite da Cristo per amore dell'umanità. La devozione per quanto decisamente promossa dalla compagnia del Gesù fin dalla fine del Seicento, e divenuta molto popolare nel Settecento fino a giungere all'autorizzazione pontificia del 1765 aveva in realtà avuto origine proprio presso le benedettine, committenti della tela.

## Descrizione e stile
La tela riprende, ma non replica, il soggetto della precedente padovana, il più maturo pittore infatti riesce a conferirvi una forza drammatica ben superiore: 
Il dipinto rappresenta una meditazione più approfondita del Tiepolo sul tema del martirio rispetto al precedente padovano con una attenzione sempre maggiore per l'umanità dei rappresentati.
La tela risulta anche compositivamente più libera del precedente e nonostante l'impostazione asimmetrica riesce a definire la centralità nel gruppo di Agata e dei suoi soccorritori. Gruppo giocato su toni luminosi del giallo e del bianco e avvolto dall'azzurro del manto abbandonato di della santa. 
La figura di Agata è stata posizionata in un punto più basso dei gradini, piuttosto che su piedistallo padovano, in modo da avvicinarla agli spettatori e la figura femminile che la sostiene, coprendo pudicamente il seno mutilato da una posizione leggermente più arretrata, accentua la sensazione che le mani protese in offerta del proprio sacrifico si avvicinino agli osservatori.
Il volto della santa è stato qui studiato per apparire come una donna più matura – ne fanno fede i due studi conservati nel gabinetto dei disegni del musei berlinesi – un volto marcato dal dolore che agisce a contrasto con l'elegante bellezza dei due soccorritori. Ma nessuno degli astanti segue lo sguardo al cielo di Agata quasi ad indicarne l'individualità della condizione estatica. Il giovane che sorregge il piatto con i seni tagliati lo alza spostandolo verso l'esterno come ad allontanare le membra rescisse dagli sguardi. 
Anche qui la scena rappresenta un fatiscente ambiente dal sapore che anticipa quello romantico, animata perifericamente da una folla di soddisfatti spettatori e suggerita dalle punte di alabarda e dal volto che sporge nell'angusto spazio lasciato dal tronco di colonna. Su questa la folla più arretrata degli spettatori prominente è la movimentata figura del trucido carnefice caratterizzata dal rosso dell'abbigliamento che richiama la spada insanguinata.